# Sopnedkast

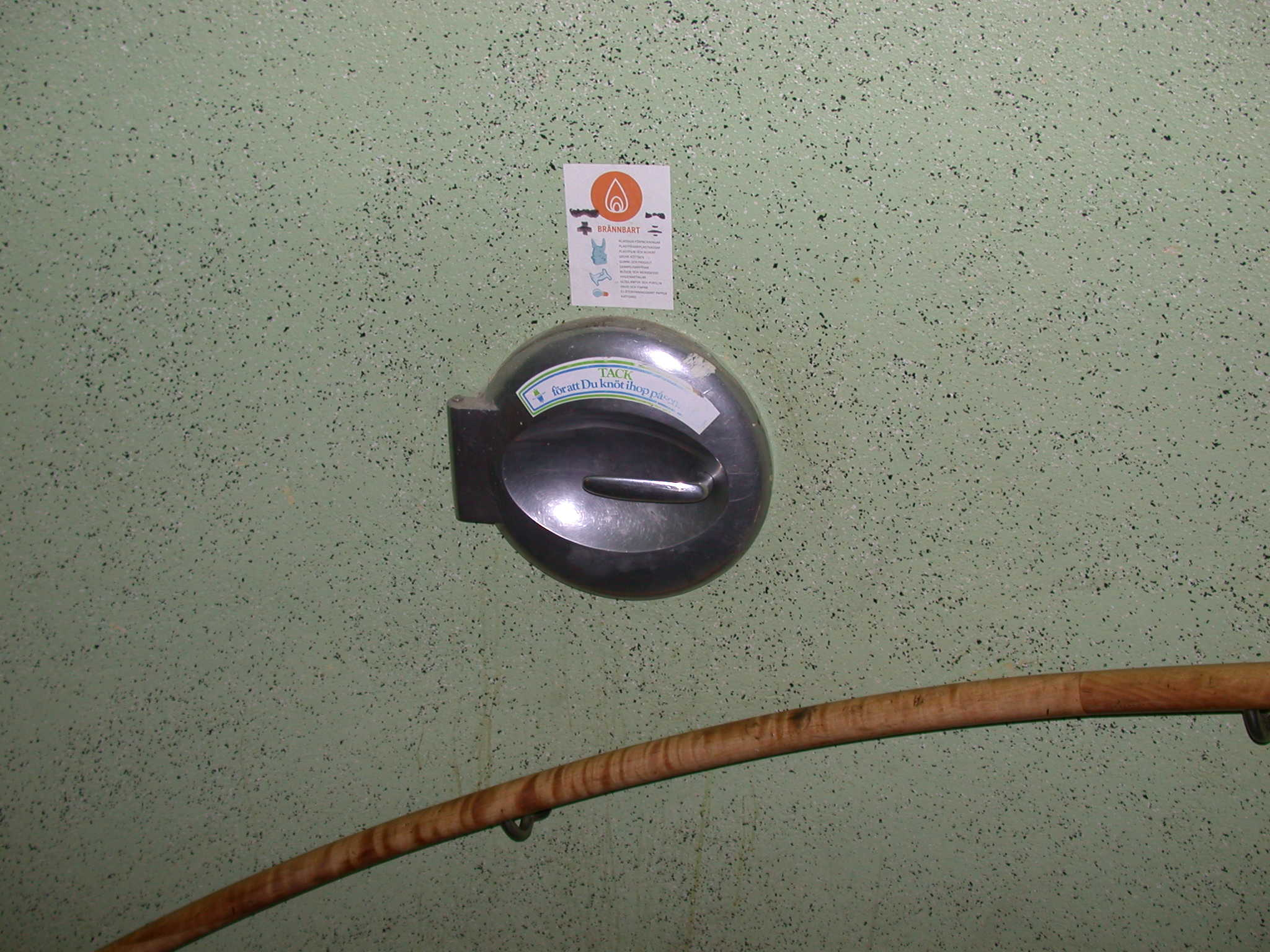
Sopnedkast

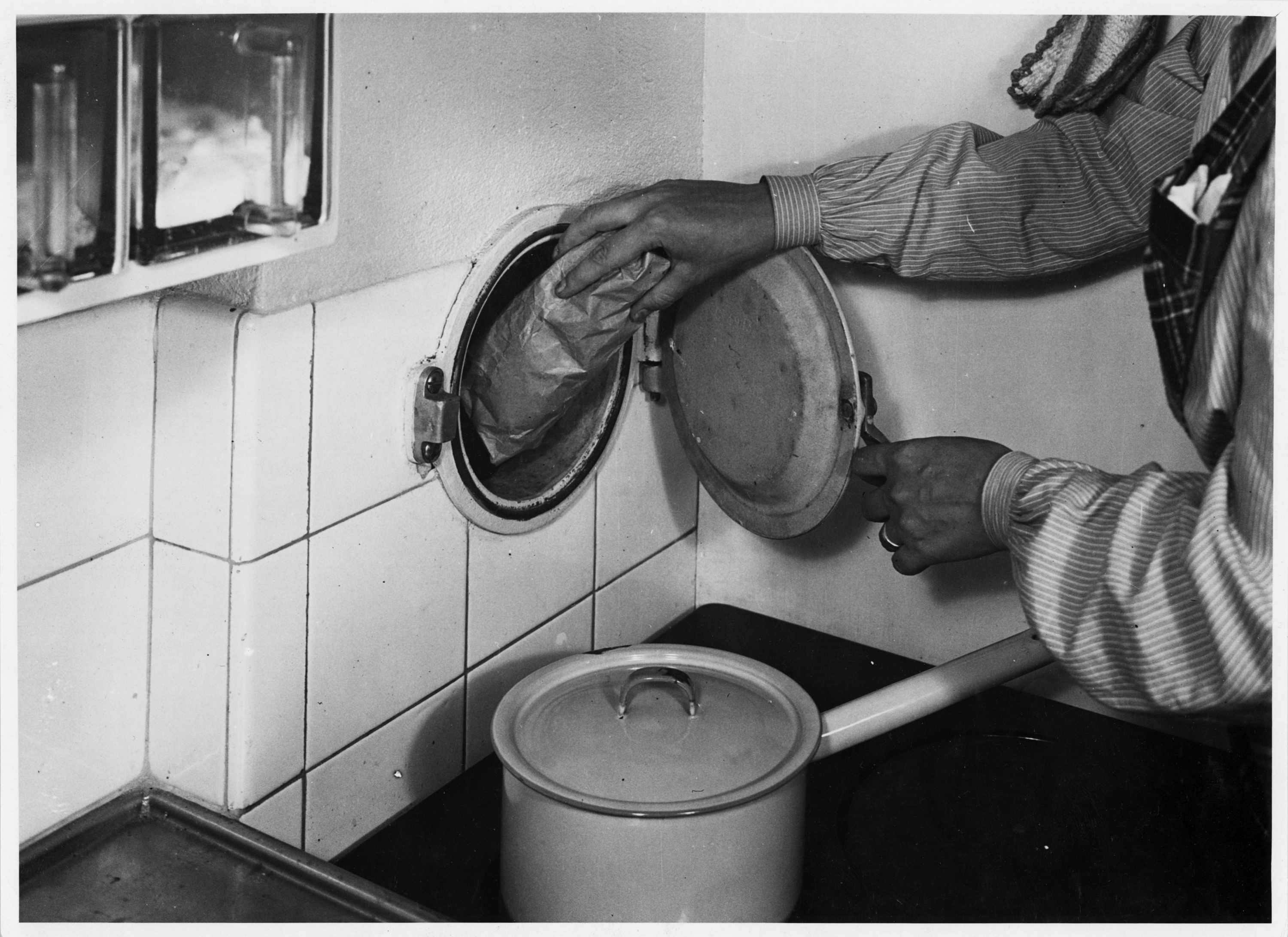
Sopnedkast i kök i Friluftsstaden (1940-tal).

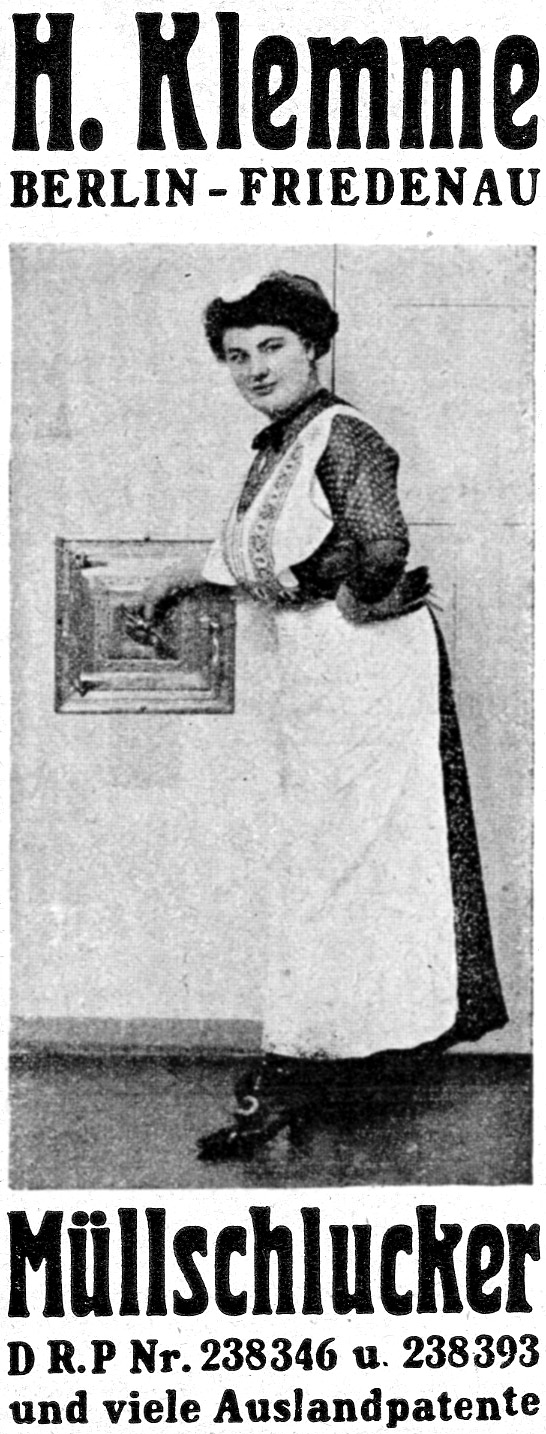
Annons för patenterade sopnedkast i tyska tidskriften Bauwelt, 1912.

Sopnedkast är ett schakt, oftast i flerbostadshus, med etagevis placerade och luckförsedda inkastöppningar för insamling av hushållssopor. Moderna sopnedkast byggdes vanligen med roterande ställ med 4–10 säckar och varje säck hade en volym på 240 liter.
Sopnedkastets uppfinning brukar tillskrivas arkitekten Sven Wallander. Under resan till New York 1920 fick Wallander idén till sopnedkastet. Han utvecklade konceptet och 1923 installerades det allra första sopnedkastet i Sverige i ett hus på Valhallavägen i Stockholm. Wallander sökte patent för konceptet 1930 och patentet godkändes 1934. Under 1930-talet infördes det som standard av HSB och kom inom kort att tillhöra svensk byggnorm. Inte desto mindre fanns redan 1912 sopnedkast i Berlin, enligt tyskt patent 238346 och 238393.
I takt med den arbetsmiljödrivna övergången till hjulförsedda plastkärl rymmande vanligen 660 liter, har sopnedkastet gradvis kommit att överges som standard.
I dag byggs få byggnader med sopnedkast på alla våningar, dock har många valt att bygga nedkastet på bottenvåningen, så som Turning Torso i Malmö. Som komplement finns det olika automatiska sophanteringssystem som kan anslutas till sopnedkasten, så som sopsug & Roco komprimator med pneumatisk transport. 